# Buriacko-Mongolski Obwód Autonomiczny
Buriacko-Mongolski Obwód Autonomiczny, Buriacko-Mongolski OA (ros. Буря́т-Монго́льская автоно́мная о́бласть) – obwód autonomiczny w Związku Radzieckim, istniejący w latach 1921–1923, wchodzący w skład Rosyjskiej FSRR.
Buriacko-Mongolski OA został utworzony 27 kwietnia 1921 r. Tworzenie autonomicznych jednostek terytorialnych dla mniejszości narodowych było częścią polityki tzw. korienizacji, tj. przyznawania autonomii mniejszościom narodowym zamieszkującym obszary dawnego imperium, poprzednio dyskryminowanym i rusyfikowanym przez carat.
30 maja 1923 r. Buriacko-Mongolski OA wchodzący w skład Rosyjskiej FSRR został połączony z inną autonomiczną jednostką Buriatów, także noszącą nazwę Buriacko-Mongolskiego OA, wchodzącą jednak w skład Republiki Dalekiego Wschodu. Połączenie to nastąpiło w wyniku zjednoczenia Rosyjskiej FSRR i Republiki Dalekiego Wschodu. Z obu Buriacko-Mongolskich OA utworzono Buriacko-Mongolską Autonomiczna Socjalistyczna Republika Radziecka (w 1958 r. przemianowaną na Buriacką ASRR).
 Informacje nt. położenia, gospodarki, historii, ludności itd. Buriacko-Mongolskiego Obwodu Autonomicznego znajdują się w: artykule poświęconym Republice Buriacji, jak obecnie nazywa się rosyjska jednostka polityczno-administracyjna, będąca prawną kontynuacją Obwodu.